# Podandrogyne brevipedunculata
Podandrogyne brevipedunculata är en paradisblomsterväxtart som beskrevs av T.S. Cochrane. Podandrogyne brevipedunculata ingår i släktet Podandrogyne och familjen paradisblomsterväxter. Inga underarter finns listade i Catalogue of Life.